# 米本昌平
米本 昌平（よねもと しょうへい、1946年7月12日 - ）は、日本の科学史家、思想家。東京大学教養教育高度化機構客員教授、総合地球環境学研究所客員教授、日本科学史学会生物学史分科会会長。専門は、科学史・科学論、生命倫理、地球環境問題。

## 来歴・人物
愛知県生まれ。1972年京都大学理学部生物科学専攻卒業。証券会社に勤務しながら科学史を独学。三菱化成生命科学研究所研究員、（株）科学技術文明研究所社長（2007年3月同社は解散）、東京大学先端科学技術研究センター特任教授、客員教授、総合研究大学院大学学長補佐・教授を歴任。現在、公益財団法人日本国際フォーラム政策委員。
2005年4月2日に死去した、カトリックでも特に保守的だったヨハネ・パウロ2世について、ヨハネ・パウロ2世の言動が急速に進む生命科学に倫理面から歯止めをかける役割を果たしてきたと断言、「理論武装して100年の長いスケールで発言したのがヨハネ・パウロ2世だった」と毎日新聞紙上でコメントした。毎日新聞紙上にて、「時代の風」と題したコラムを連載していたことがあり、この中で2005年6月12日に発表した「ローマ教会と生命倫理」と題する文書では「ローマ教会は仏教を含め世界の宗教や哲学体系の中で突出して、人間の発生過程についての教義を精緻化しており、その限りにおいて科学技術の介入に明確な価値判断を示しうる態勢にある」と論じている。

## 著書

### 単著
- 『バイオエシックス』（講談社現代新書、1985年1月）
- 『先端医療革命 その技術・思想・制度』中公新書、1988年4月）
- 『遺伝管理社会 ナチスと近未来』（弘文堂、1989年3月）
- 『地球環境問題とは何か』岩波新書、1994年4月）
- 『クローン羊の衝撃』岩波ブックレット、1997年11月）
- 『知政学のすすめ 科学技術文明の読みとき』（中央公論社・中公叢書、1998年7月）
- 『独学の時代 新しい知の地平を求めて』（NTT出版、2002年8月）
- 『バイオポリティクス 人体を管理するとはどういうことか』（中公新書、2006年6月）
- 『時間と生命 ポスト反生気論の時代における生物的自然について』 （書籍工房早山、2010年9月）
- 『地球変動のポリティクス 温暖化という脅威』（弘文堂、2011年9月）
- 『バイオエピステモロジー』（書籍工房早山、2015年8月）
- 『ニュートン主義の罠 バイオエピステモロジーII』（書籍工房早山、2017年8月）

### 共著
- （今西錦司・柴谷篤弘）『進化論も進化する 今西進化論と分子生物学』（リブロポート、1984年7月）
- （松原洋子・橳島次郎・市野川容孝）『優生学と人間社会 生命科学の世紀はどこへ向かうのか』講談社現代新書、2000年7月）

### 共編著
- （長尾龍一）『メタ・バイオエシックス 生命科学と法哲学の対話』（日本評論社、1987年6月）
- （安成哲三）『岩波講座地球環境学（2）地球環境とアジア』（岩波書店、1999年5月）
- （安成哲三共編『岩波講座地球環境学〈3〉大気環境の変化』（岩波書店、1999年3月）
- （北川高嗣・須藤修・西垣通・浜田純一・吉見俊哉）『情報学事典』（弘文堂、2002年6月）
- （宇都木伸・菅野純夫）『人体の個人情報』（日本評論社、2004年6月）

### 訳書
- ハンス・ドリーシュ『生気論の歴史と理論』（書籍工房早山・図書新聞、2007年1月）